# Nice Basket Club
Il Nice Basket Club è stato una società cestistica avente sede a Nizza, in Francia.

## Storia
Fondata nel 1973 raggiunse per la prima volta la massima serie del campionato francese nella stagione 1974-75, rimanendovi per 8 stagioni, e partecipando alla Coppa Korać 1977-78. Nel 1983 venne chiusa.